# Largo dos Açorianos
El Lardo dos Açorianos (en español: "Parque de los Azorianos"), también llamada Plaza de los Azorianos es un espacio público de la ciudad de Porto Alegre, Brasil. En este espacio público se levantan el Monumento a los Azorianos y el antiguo Puente de Piedra. En las cercanías se encuentra el Centro Administrativo del Estado de Río Grande del Sur. El lardo está atravesado por dos grandes avenidas, la avenida Loureiro da Silva y la avenida Borges de Medeiros mediante el viaducto Açorianos.